# Resolució 644 del Consell de Seguretat de les Nacions Unides
La Resolució 644 del Consell de Seguretat de les Nacions Unides fou adoptada per unanimitat el 7 de novembre de 1989. El Consell va aprovar l'informe del Secretari General del Secretari General de les Nacions Unides i va decidir establir el Grup d'Observadors de les Nacions Unides a Centreamèrica (ONUCA) d'acord amb l'informe.
El Consell va prendre nota de la necessitat de controlar acuradament la despesa monetària i establir el Grup d'Observadors a Amèrica Central durant un període inicial de sis mesos, demanant al Secretari General que mantingués actualitzat el Consell sobre l'evolució.
L'ONUCA hauria de poder realitzar una verificació in situ de la cessació de l'ajuda a les forces irregulars i els moviments insurgents i la no utilització del territori d'un estat per atacar a un altre. Els costos del desemborsament inicial van ser de 41 milions de dòlars nord-americans, i el Consell va nomenar, en línia amb les recomanacions del secretari general, el general Agustín Quesada Gómez d'Espanya com a observador en cap de l'ONUCA. El Grup d'Observadors no estarà desarmat i estarà format per 260 observadors militars, 115 tripulants i personal de suport, 50 efectius navals, 14 metges, 104 empleats internacionals per exercir funcions administratives i polítiques i 84 civils.